# Kata Poljičanin
Kata Poljičanin ( Seget Gornji,1885. – Zagreb 1974.), komunistička revolucionarka, učesnica NOR-a i društveno-politička radnica.

## Životopis
Kata Poljičanin rođena je u Gornjem Segetu kraj Trogira (tadašnjoj Kraljevini Dalmaciji u sklopu Austro-Ugarske Monarhije), Hrvatica, domaćica. Učešće u NOR-u priznato joj je u dvostrukom stažu od 1941. Članica KPH. Bila je predsjednica Mjesnog odbora AFŽ Hrvatske - Gornji Seget te je krajem 1942.g. izabrana kao prva predsjednica Kotarskog odbora AFŽ Hrvatske - Trogir. Na toj dužnosti je do 02. ožujka 1943., kada je na 1. kotarskoj konferenciji u Sapinim Docima izabrana nova predsjednica - Marija Lozovina. 
Poznata kao plemenita majka partizanka, Kata Poljičanin dala je veliki doprinos u radu među ženama. 